# Bretislau II da Boémia
Bretislau II da Boémia foi um duque Boémia, governou entre 1092 e 1100. O seu governo foi antecedido pelo de Conrado I da Boémia e foi sucedido pelo de Borivoi II da Boémia.